# Desamuduru (película)
Desamuduru (traducida como "Joven Astuto") es una película de acción y romance en télugu de la India, lanzada en 2007. Fue dirigida por Puri Jagannadh y producida por DVV Danayya. Los actores principales son Allu Arjun y la debutante Hansika Motwani.
Desamuduru fue estrenada el 12 de enero de 2007 en 400 cines y logró un gran éxito comercial en taquilla.

## Trama
Bala Govind es un director de programa en MAA TV que se ve envuelto regularmente en problemas debido a sus esfuerzos por buscar justicia. Durante uno de esos incidentes, rescata a alguien de los matones y se enfrenta duramente al hijo del famoso contrabandista Tambi Durai, llamado Murugesan. Debido al temor de represalias por parte de Tambi Durai, el equipo de MAA TV decide enviar al equipo de Bala a Kullu Manali para grabar un episodio de viajes.
Al llegar a Manali, Bala se cruza con Vaishali, una sannyasin, y rápidamente se enamora de ella. Aunque al principio Bala siente temor, Vaishali también desarrolla sentimientos por él. La líder del ashram, Rama Prabha, acepta su relación. Sin embargo, antes de que Bala pueda regresar a Hyderabad con Vaishali, los secuaces de Tambi Durai la secuestran y la llevan a la casa de este último. Un hombre a quien Bala previamente ayudó revela que Vaishali es la hija de un hombre de negocios llamado Narayan Patwari. Tambi Durai asesinó a los padres y la esposa de Narayan Patwari para apoderarse de sus propiedades. Además, obligó a Vaishali a casarse con Murugesan. A pesar de esto, Vaishali logra escapar y llega a Kullu Manali.
Bala busca la asistencia del inspector Prasad para rescatar a Vaishali de las garras de Tambi Durai. Finalmente, logran arrestar a Tambi Durai y Bala se casa con Vaishali, poniendo fin a la película.

## Elenco
- - Allu Arjun como Bala Govind/Bunty Govil/Bunny
  - Hansika Motwani como Vaishali (Voz doblada por Sowmya Sharma)
  - Pradeep Rawat como Tambi Durai
  - Ali como Shankar / Himalayan Baba
  - Chandra Mohan como Chandra Mohan, el padre de Bala
  - Devan como Narayan Patwari, el padre de Vaishali
  - Telangana Shakuntala como Andal, la esposa de Tambi Durai
  - Subbaraju como Murugesan, el hijo de Tambi Durai
  - Ahuti Prasad como A. Prasad
  - Rama Prabha como Rama Prabha
  - Raja Ravindra como la persona que Bala salvó
  - Ajay como secuaz de Tambi Durai
  - G. V. Sudhakar Naidu como secuaz de Tambi Durai
  - Kovai Sarala como Shivani
  - Raghu Babu como Compounder
  - Gundu Sudharshan como Sudarshan
  - Srinivasa Reddy como Ravi
  - Satyam Rajesh como Rajesh
  - Jeeva como Ponnuswamy, el hermano menor de Tambi Durai
  - Hema como la esposa de Ponnuswamy
  - Uttej como Reportero de Radio Mirchi
  - Narsing Yadav como Inspector de Policía
  - Venu Madhav como Vendedor de Té
  - Gautam Raju como Exportador de Manzanas
  - Shankar Melkote como Doctor
  - Saptagiri como colega de Bala
  - Sandra como colega de Bala
  - Sony Raj como colega de Bala
  - Phani como colega de Bala
  - Junior Relangi como colega de Bala
  - Vamsi Krishna
  - Rambha en el número de artículo "Attaantode Ittaantode"

La película cuenta con un elenco diverso y talentoso para dar vida a la historia.

## Producción
Después del éxito de "Happy" (2006), se rumoreaba que Allu Arjun estaba interesado en protagonizar una nueva versión en telugu de "Sivakasi" (2005), película en la que originalmente actuaron Vijay y Asin. Sin embargo, más tarde aceptó participar en una película dirigida por Puri Jagannadh y producida por DVV Danayya bajo la producción de Universal Media. El título definitivo de la película se confirmó como "Desamuduru". Puri Jagannadh desarrolló el guion de la película mientras estaba en Bangkok, y regresó a Hyderabad el 16 de junio de 2006. El lanzamiento oficial de la película se llevó a cabo en la oficina de la productora Vaishno Academy de Puri Jagannadh el 19 de junio de 2006.

### Casting
En la película, Allu Arjun asumió el papel de un reportero policial que trabajaba para MAA TV. Lució un peinado largo y exhibía abdominales marcados para su papel. Por otro lado, Hansika Motwani fue elegida como la protagonista femenina, marcando su debut en el cine telugu a la temprana edad de 16 años. Interpretó el papel de una sanyasin en la película. A pesar de los informes iniciales que señalaban que Charmee Kaur participaría en una canción, finalmente fue Rambha quien fue seleccionada para realizar un número musical en la película.

### Rodaje
La filmación de "Desamuduru" comenzó el 14 de julio de 2006 en Hyderabad, donde se filmó el primer horario de la película. El siguiente programa tuvo lugar en Himachal Pradesh, donde se rodaron algunas secuencias de acción en Manali a principios de septiembre de 2006. Unas semanas después, se filmaron algunas escenas entre la pareja protagonista en Uttaranchal e Himachal Pradesh. Originalmente se había planeado que este cronograma finalizara el 5 de diciembre de 2006, pero finalmente se completó el 10 de octubre de 2006. Además, algunas escenas de acción cruciales se rodaron en la Fábrica de Aluminio en Gachibowli a principios de diciembre de 2006.

## Banda sonora
La película cuenta con seis canciones compuestas por Chakri. La banda sonora de la película se lanzó el 25 de diciembre de 2006. La canción "Ninne Ninne" se destacó como una de las canciones más populares de la banda sonora, ganándose la admiración de los amantes de la música.

## Lanzamiento
La película fue lanzada en un total de 500 pantallas, de las cuales 424 estaban en Andhra Pradesh, 32 en Karnataka, 8 en Orissa, 2 en Chennai, 3 en Mumbai y 31 en el extranjero.

## Taquillas
Desamuduru tuvo un éxito significativo en taquilla, funcionando durante más de 175 días en los cines. En su primera semana de lanzamiento, recaudó alrededor de 12,58 millones de rupias y obtuvo una participación de 9,5 millones de rupias en todo el mundo. A lo largo de cuatro semanas, logró recaudar 20 rupias. La película continuó su éxito y funcionó durante más de 365 días en los cines, consolidando su posición como un éxito duradero en la taquilla.
La película se convirtió en una de las películas más exitosas en la carrera de Allu Arjun en el momento de su estreno y se destacó como una de las películas más taquilleras del año 2007. La versión doblada de la película también tuvo éxito en Kerala, donde se tituló "Hero". Esta película logró un rendimiento exitoso en la taquilla de Kerala, consolidando aún más su popularidad en la región.

## Premios
55 Premios Filmfare
- Mejor película - DVV Danayya - Nominada
- Mejor director - Puri Jagannadh - Nominado
- Mejor actor - Allu Arjun - Nominado
- Mejor director musical - Chakri - Nominado
- Premio Filmfare al mejor debut femenino - Sur - Hansika Motwani - Ganó

Premios Nandi
- Mejor coreógrafo - Nobel - "Satte E Godava Ledu" - Ganó

Premios de cine de Santosham
- Mejores Intérpretes Jóvenes - Allu Arjun - Ganó
- Mejor heroína debut - Hansika Motwani - Ganó

Premios CineMAA
- Mejor actor (jurado) - Allu Arjun - Ganó
- Mejor debut femenino - Hansika Motwani - Ganó